# Військова операція проти Ісламської держави
Військова операція проти Ісламської держави — втручання ряду держав в конфлікти, що відбуваються на території Іраку, Сирії і Лівії, з метою перешкодити поширенню терористичної організації Ісламська держава.
У відповідь на успіхи, досягнуті угрупованням Ісламська держава Іраку і Леванту (скорочено ІДІЛ) в червні і липні 2014 року, деякі держави почали втручатися в тривалу громадянську війну в Сирії та Іраку, а потім і в Лівії. Швидкі територіальні завоювання в Іраку і Сирії протягом першої половини 2014 року, в сукупності із засудженими міжнародним співтовариством жорстокістю і порушенням прав людини, а також небезпека подальших несподіваних наслідків від громадянської війни у Сирії змусили багато країн розпочати заходи проти ІДІЛ.
Іран і його союзники спочатку брали участь в наземних операціях за підтримки винищувачів і безпілотних літальних апаратів. В середині літа 2014 року США відправили до Іраку інструкторів, які не брали безпосередню участь у бойових діях, а починаючи з серпня почали масштабну повітряну кампанію.

## Військова допомога Іраку

### Втручання США
У серпні 2014 року Сполучені Штати Америки зібрали коаліцію країн-партнерів по боротьбі з ІД. Коаліція допомагала поставками авіаційної техніки, військової допомогою сухопутним військам Іраку, військовими радниками, а також створенням баз підготовки місцевих сухопутних військ. На додаток до військової допомоги, багато країн надали гуманітарну допомогу етнічних меншин Північного Іраку (Курдистан і ін), які перебували під загрозою повного знищення або втечі.
У серпні 2014 року президент США Барак Обама, говорячи про підтримку уряду Іраку, сказав, що «це буде довгостроковий проект». Військова допомога згодом була розширена для того, щоб захистити інфраструктуру Іраку і забезпечити повітряне прикриття іракських військ. Під час авіаційної підтримки США курдські та іракські сили змогли повернути контроль над Мосульською греблею. 10 вересня 2014 року Обама оголосив, що США почнуть проводити авіанальоти в Сирії навіть без схвалення Конгресу.

### Втручання Австралії
На початку жовтня 2014 року прем'єр-міністр Австралії Тоні Ебботт підтвердив, що уряд направив в Ірак винищувачі-бомбардувальники Boeing F/A-18E/F Super Hornet для здійснення авіаударів по бойовиках ІД. 6 жовтня маршал авіації Марк Бінскін оголосив, що Super Hornet вилетіли для виконання бойових завдань над Іраком і повернулися на авіабазу, не витративши боєприпаси. Для підтримки авіації коаліційних сил в Іраку були відправлені літаки KC-30A (дозаправщик) і E-7A Wedgetail (далеке радіолокаційне виявлення і керування літаками). 9 жовтня Тоні Ебботт заявив, що Super Hornet були залучені для здійснення авіаударів по позиціях ІД в Іраку. Літак скинув дві авіабомби на будівлю, яку ІД використовувала як командний пункт управління.
Станом на 17 жовтня австралійські Королівські ВПС здійснили 43 бойових вильоти над Іраком. Австралійська авіація також брала участь у підтримці курдських сил у боях за місто Кобані на півночі Сирії.

### Втручання Туреччини
20 липня 2015 року в турецькому місті Суруч, що знаходиться недалеко від турецько-сирійського кордону, був здійснений терористичний акт, жертвами якого стали 32 особи (відповідальність за теракт, згідно із заявою влади, лежить на ІД). 23 липня бойовики ІД з території Сирії атакували турецьких прикордонників. 24 липня, в ході засідання Ради Безпеки Туреччини, було прийнято рішення про бомбардування позицій ІД в Сирії. У 16 турецьких провінціях почалися масові затримання підозрюваних у зв'язку з ІД і Робочою партією Курдистану. Також 24 липня президенти Туреччини і США домовилися про використання бази Інджирлік для боротьби з ісламістами.
Після того, як турецькі війська почали бомбити табори бойовиків ІД і членів Робочої партії Курдистану, у Туреччині було скоєно понад 600 терактів, жертвами яких стали десятки турецьких громадян, у тому числі багато силовиків.
Пізніше Туреччина приєдналася до коаліції проти ІД. 28 серпня турецькі ВПС вперше у складі коаліції взяли участь в авіаударах по ісламістах в Сирії.
10 жовтня 2015 року в столиці Туреччини, Анкарі, прогриміли вибухи. В результаті теракту загинули більше ста осіб. Влада Туреччини підозрює в організації терористичної атаки членів Робочої партії Курдистану і бойовиків Ісламської держави. Курди звинуватили уряд Туреччини в організації атаки.

### Протиріччя Туреччини та Іраку
4 грудня 2015 року Туреччина відправила на територію Іраку без погодження з офіційним Багдадом один танковий батальйон, нібито для спільних тренувань з курдською армією Пешмерга. Уряд Іраку розцінив ці дії як ворожі і запропонував Туреччини негайно відвести свої війська.

### Втручання Франції
У середині вересня 2014 року після політичної заяви Франсуа Олланда французькі військові приєдналися до коаліції сил, які борються проти ІД.
13 листопада 2015 у Парижі відбулася серія терактів. Загинуло 130 людей, понад 350 отримали поранення, з них 99 вкрай важкі.
Франція вирішила посилити атаки на ІД, відправивши в зону бойової операції свій авіаносець «Шарль де Голль».

### Втручання Німеччини
4 грудня 2015 року Бундестаг схвалив відправку літаків німецьких ВПС і 1200 військовослужбовців Бундесверу для допомоги силам коаліції. Однак, міністр оборони Німеччини Урсула фон дер Ляйен виключила участь німецьких військових в наземній операції, оскільки, за її словами, такі операції повинні проводитися людьми, добре знайомими з регіоном. 16 грудня літаки німецьких ВПС вперше були задіяні для здійснення авіаударів по позиціях ісламістів.

## Військова допомога Сирії

### Втручання Росії
30 вересня 2015 року Башар Асад звернувся до Росії за військовою допомогою. Рада Федерації дала дозвіл президенту Володимиру Путіну на використання російських військ (військово-повітряних сил) за кордоном.

### Військово-технічне співробітництво
Починаючи з літа 2015 року Росія просуває ідею підключення до антитерористичної коаліції збройних сил Сирії, яким Москва надає військово-технічну допомогу.

### Протиріччя Росії і США
Уряд США вважає, що допомога уряду Асада виключає прийняття РФ до складу коаліції по боротьбі з ІД. За словами прес-секретаря посольства США в РФ Вільяма Стівенса:

Неприпустимо надавати жодної підтримки режиму Асада. Адже це дозволяє йому уникати пошуку конструктивного діалогу з метою припинення конфлікту. … Замість того щоб допомагати сирійського народу об'єднатися проти екстремізму і ІД, Росія продовжує підтримувати режим, чиї довготривалі злочини лише живлять зростання екстремізму.

### Протиріччя Росії і Туреччини
Вранці 24 листопада 2015 року поблизу сирійсько-турецького кордону був збитий російський бомбардувальник Су-24. Президент РФ Володимир Путін назвав інцидент «ударом у спину від пособників терористів».
Турецький лідер Ердоган натомість наполягав на необхідності захисту власних кордонів.

### Втручання Великої Британії
3 грудня 2015 року ВВС Великої Британії завдали перші авіаудари по позиціях бойовиків Ісламської держави на території Сирії. До цього моменту ВПС Великої Британії проводили операцію тільки на території Іраку.

### Втручання інших країн
У лютому 2016 року Саудівська Аравія і Туреччина оголосили про спільну підготовку військової операції проти Ісламської держави. Для цього імовірно буде підготовлений військовий контингент кількістю 150 тисяч військовослужбовців. 6 лютого про свою готовність приєднатися до коаліції заявили власті Бахрейну та ОАЕ. 11 лютого саудівське військове керівництво назвало рішення про військову операцію «остаточним і безповоротним».
24 серпня 2016 року турецькі танки в супроводі інженерно-саперних підрозділів перетнули турецько-сирійський кордон в районі міста Джераблус і почали активний наступ на позиції бойовиків Ісламської держави. Операція отримала назву «Щит Євфрату».

## Військова допомога Лівії

### Втручання Єгипту
Після того, як бойовики ІД викрали і обезголовили в Лівії 21 єгипетського християнина-копта, ВПС Єгипту 16 лютого 2015 року завдали ракетно-бомбового удару по базі терористів в провінції Дерна. В результаті цієї атаки 64 бойовика ІД було вбито. В акції відплати взяли участь і літаки ВПС Лівії.

### Втручання Франції
З середини січня 2016 року французький спецназ діє на сході Лівії проти загонів Ісламської держави.

### Втручання США
1 серпня 2016 року авіація США на прохання лівійського уряду почала завдавати ракетно-бомбові удари по позиціях бойовиків Ісламської держави в Сирті.

## Військова допомогу Афганістану
Лідер Ісламської держави в Афганістані Хафіз Саїд Хан був убитий 26 липня 2016 року в результаті удару безпілотника Військово-повітряних сил США. Спецоперація була проведена в окрузі Кіт афганської провінції Нангархар.

## Міжнародні коаліції проти Ісламської держави
17 жовтня 2014 року Міністерство оборони США офіційно створило Об'єднану об'єднану оперативну групу — операція «Внутрішня рішучість» (CJTF-OIR) — «щоб офіційно оформити поточні військові дії проти зростаючої загрози з боку ІДІЛ в Іраку та Сирії».
З вересня 2015 року в Багдаді діє єдиний координаційний центр для планування бойових операцій проти ІД. У його роботі беруть участь офіцери з Іраку, Росії, Сирії, Ірану. Американці та їх союзники поки не зважилися відкрито співпрацювати в рамках цього проекту.